# Chaetophyes admittens
Chaetophyes admittens är en insektsart som först beskrevs av Walker 1858.  Chaetophyes admittens ingår i släktet Chaetophyes och familjen Machaerotidae. Inga underarter finns listade i Catalogue of Life.